# Wolodymyr Aleksjuk
Wolodymyr Wiktorowytsch Aleksjuk (ukrainisch Володимир Вікторович Алексюк; * 22. Juni 1987 in Kiew, Ukrainische SSR, Sowjetunion) ist ein ukrainischer Eishockeyspieler, der seit 2022 bei KS Toruń in der Polska Hokej Liga unter Vertrag steht.

## Karriere
Wolodymyr Aleksjuk begann seine Karriere als Eishockeyspieler beim HK Kiew in der B-Gruppe der East European Hockey League. 2003 wechselte er zu Lokomotive Jaroslawl und spielte in deren zweiter Mannschaft, die damals in der dritten russischen Liga aktiv war. Noch während der Spielzeit 2004/05 wechselte er zum HK Njoman Hrodna in die belarussische Extraliga. Dort konnte er sich aber nicht dauerhaft durchsetzen und pendelte zwischen der ersten und der zweiten Mannschaft. So kam es inmitten der Spielzeit 2005/06 zum nächsten Wechsel und Aleksjuk kehrte in seine Heimatstadt Kiew zurück, wo er beim HK Sokil Kiew unterschrieb. Obwohl in der ukrainischen Hauptstadt beheimatet, spielte Sokil zeitweise auch in der belarussischen Extraliga und der zweitklassigen russischen Wysschaja Liga. Nachdem er zunächst auch hier überwiegend in der zweiten Mannschaft gespielt hatte, wurde er mit Sokil 2006, 2008, 2009 und 2010 Ukrainischer Meister. Zwischenzeitlich war er auch an seinen Ursprungsverein HK Kiew und den HK ATEK Kiew ausgeliehen. Nach dem vierten Titelgewinn suchte Aleksjuk eine neue Herausforderung und wechselte nach Kasachstan zum HK Beibarys Atyrau, mit dem er auf Anhieb dessen ersten nationalen Meistertitel erringen konnte. Trotz dieses Erfolges zog es ihn in die Ukraine zurück, wo er mit der zweiten Mannschaft des HK Donbass Donezk – das Top-Team spielt in der KHL – sowohl 2011 als auch 2012 den ukrainischen Meistertitel in der Professionellen Hockey-Liga errang. Nach zwei Jahren im Donezbecken wechselte er 2013 zum HK Bilyj Bars Browary in der Nähe seiner Geburtsstadt Kiew. Dort blieb er allerdings nur ein Jahr und wechselte dann nach Polen, wo er zunächst für den JKH GKS Jastrzębie und dann für Podhale Nowy Targ in der Ekstraliga auf dem Eis stand. Im Januar 2016 wechselte er in die Ukraine zurück und gewann im selben Jahr mit dem HK Donbass Donezk seinen siebten und 2017 seinen achten ukrainischen Meistertitel. Nachdem er die Spielzeit 2017/18 beim kasachischen HK Arlan Kökschetau begonnen und beim rumänischen CS Progym Gheorgheni beendet hatte, zog es ihn 2018 erneut nach Polen, wo er sich Stoczniowiec Gdańsk anschloss. Nach einem Jahr in Danzig kehrte er in die Ukraine zurück, wo er nach mehreren Wechseln 2021/22 erneut beim HK Bilyj Bars Bila Zerkwa spielt. Seit 2022 spielt er bei KS Toruń in der Polska Hokej Liga.

### International
Für die Ukraine nahm Aleksjuk bereits an den U18-Weltmeisterschaften 2004 in der Division II und 2005 in der Division I sowie den U20-Weltmeisterschaften 2005, 2006 und 2007 jeweils in der Division I teil. Zudem repräsentierte er sein Land bei der Winter-Universiade 2013 im Trentino, wo er auch Mannschaftskapitän der Ukrainer war.
Sein Debüt in der Herren-Nationalmannschaft gab er allerdings erst im Februar 2013 mit 25 Jahren in der zweiten Qualifikationsrunde für die Winterspiele 2014 in Sotschi. Obwohl die Ukrainer dort chancenlos waren, wurde er auch für das Turnier der Gruppe B der Weltmeisterschaft 2013 nominiert und erreichte mit seinem Team ungeschlagen den Wiederaufstieg in die Gruppe A der Division I. Er selbst erreichte dabei die beste Plus/Minus-Bilanz des Turniers. Auch 2015, 2016 und 2017 nahm er an den Weltmeisterschaften der Division I teil. Zudem vertrat er seine Farben bei den Olympiaqualifikationsturnieren für die Winterspiele in Pyeongchang 2018 und in Peking 2022.

## Erfolge
- 2004 Aufstieg in die Division I bei der U18-Weltmeisterschaft der Division II
- 2006 Ukrainischer Meister mit dem HK Sokil Kiew
- 2008 Ukrainischer Meister mit dem HK Sokil Kiew
- 2009 Ukrainischer Meister mit dem HK Sokil Kiew
- 2010 Ukrainischer Meister mit dem HK Sokil Kiew
- 2011 Kasachischer Meister mit dem HK Beibarys Atyrau
- 2012 Ukrainischer Meister mit dem HK Donbass Donezk
- 2013 Ukrainischer Meister mit dem HK Donbass Donezk
- 2013 Aufstieg in die Gruppe A der Division I bei der Weltmeisterschaft der Division I, Gruppe B
- 2013 Beste Plus/Minus-Bilanz bei der Weltmeisterschaft der Division I, Gruppe B
- 2016 Ukrainischer Meister mit dem HK Donbass Donezk
- 2016 Aufstieg in die Gruppe A der Division I bei der Weltmeisterschaft der Division I, Gruppe B
- 2017 Ukrainischer Meister mit dem HK Donbass Donezk

## PHL-Statistik
(Stand: Ende der Spielzeit 2013/14)